# Rüstemgedik, Bulanık
Rüstemgedik là một thị trấn thuộc huyện Bulanık, tỉnh Muş, Thổ Nhĩ Kỳ. Dân số thời điểm năm 2011 là 3.243 người.